# 38-as busz (Pécs)
A pécsi 38-as jelzésű autóbusz Piricsizma városrészt, Rigóder városrészt, valamint a Gyükést kapcsolja össze a Belvárossal. A vasútállomástól indul, érinti az Árkád felső részét, az Ágoston teret és a Bittner Alajos utcán éri el lámpásvölgyi végállomását. 28-cal egy vonalon közlekedik Zsolnay-szobor megállótól Feketehegy megállóig. 44 perc alatt teszi meg a 14 km-es utat.

## Története
1958. január 8-án új vonalat nyitnak Borbálatelepre a Széchenyi térről 48-as jelzéssel. 1969. október 1-jén a járat végállomása a Főpályaudvar lesz. 1980-ig a 48-as Feketehegyig járt, ekkor kerül meghosszabbításra Lámpásvölgyig. 1987. január 1-jétől új számozási rendszer keretén belül kapta máig is érvényes 38-as jelzését. 2013. szeptember 2-ától a 38-as és a 38A buszok a menetrendeken már egységesen, egy helyen szerepeltek a 38A megszűnéséig.

## Útvonala
| Főpályaudvar → Ágoston tér → Jánoskút → Lámpásvölgy | Lámpásvölgy → Jánoskút → Ágoston tér → Főpályaudvar |
| --- | --- |
| Főpályaudvar – Szabadság utca – Rákóczi út – Rákóczi út – Zsolnay Vilmos utca – Lánc utca – Alsóhavi utca – Ady Endre utca – Hársfa út – Bittner Alajos út – Lámpásvölgyi út – Lámpásvölgy | Lámpásvölgy – Lámpásvölgyi út – Bittner Alajos út – Hársfa út – Ady Endre utca – Alsóhavi utca – Lánc utca – Zsolnay Vilmos utca – Rákóczi út – Rákóczi út – Szabadság utca – Főpályaudvar |

## Megállóhelyei
| 38 (Főpályaudvar – Lámpásvölgy)                                                                  |          |                         |          |          | |                                                                                            |
| Perc (↓)                                                                                         | Perc (↓) | Megállóhely             | Perc (↑) | Perc (↑) | Megállóhelyet érintő járatok | Létesítmények                                                                              |
| 0                                                                                                | 0        | Főpályaudvar végállomás | 20       | 22       | 3, 3E, 4, 4Y, 6, 6E, 7, 7Y, 8, 13, 13E, 13Y, 14, 14Y, 15, 15A, 20, 30, 31, 32, 32Y, 33, 34, 34Y, 35, 35Y, 36, 37, 38, 38Y, 39, 40, 41, 41E, 41Y, 42, 42Y, 43, 44, 46, 47, 73, 73Y, 104, 104A, 104E, 104Y, 130, 130A, 140 · Helyközi autóbuszok · Főpályaudvar | Vasútállomás, MÁV Területi Igazgatósága, Autóbusz-állomás                                  |
| 2                                                                                                | 2        | Zsolnay-szobor          | 19       | 20       | 2, 2A, 2E, 3, 3E, 6, 6E, 7, 7Y, 8, 13Y, 14, 14Y, 22, 23, 23Y, 24, 25, 26, 26A, 27, 27Y, 28, 28A, 28Y, 29, 30, 31, 32, 32Y, 34, 34Y, 35, 35Y, 36, 37, 38, 38Y, 39, 40, 44, 46, 47, 73, 73Y, 102, 102Y, 103, 107E, 109E, 130, 140                               | Postapalota, OTP, ÁNTSZ, Megyei Bíróság, Zsolnay-szobor                                    |
| 5                                                                                                | 5        | Árkád                   | 18       | 17       | 2, 2A, 2E, 3, 3E, 4, 4Y, 6, 6E, 7, 7Y, 8, 13, 13E, 13Y, 14, 14Y, 15, 15A, 22, 23, 23Y, 24, 25, 26, 26A, 27, 27Y, 28, 28A, 28Y, 29, 30, 33, 38, 38Y, 39, 40, 60, 60Y, 73, 73Y, 102, 102Y, 103, 104, 104A, 104E, 104Y, 107E, 109E, 130, 130A, 140               | Árkád, Konzum áruház, Anyakönyvi Önkormányzat, APEH, Skála                                 |
| 7                                                                                                | 7        | Rákóczi út              | ∫        | ∫        | 20, 21, 21A, 22, 23, 23Y, 24, 25, 26, 27, 27Y, 28, 28Y, 29, 33, 38, 38Y, 39, 40, 44, 60, 60A, 60Y, 121, 140 |                                                                                            |
| 9                                                                                                | 9        | Búza tér                | 17       | 14       | 25, 26, 27, 27Y, 28, 28A, 28Y, 29, 30Y, 33, 38, 38Y, 39, 40, 44, 121, 140 | Egyetemi kollégium, Egyesített Egészségügyi Intézmény kirendeltsége, EKF kulturális negyed |
| 10                                                                                               | 10       | Ágoston tér             | 16       | 13       | 28, 28A, 28Y, 29, 30Y, 33, 38, 38Y, 39, 44, 140 |                                                                                            |
| 12                                                                                               | 12       | Sándor utca             | 15       | 11       | 28, 28A, 28Y, 29, 38, 38Y, 39, 140 |                                                                                            |
| Hétvégén a Lámpásvölgyből 4:45-kor és 5:40-kor induló járat utazási igény esetén betér Gyükésbe. |          |                         |          |          | |                                                                                            |
| ∫                                                                                                | 13       | Erzsébettelep           | 14       | ∫        | 29, 38, 38Y, 39 |                                                                                            |
| ∫                                                                                                | 13       | Mészégető               | 13       | ∫        | 29, 38, 38Y, 39 |                                                                                            |
| ∫                                                                                                | 14       | Szamárkút               | 13       | ∫        | 29, 38, 38Y, 39 |                                                                                            |
| ∫                                                                                                | 14       | Gyükés                  | 12       | ∫        | 29, 38, 38Y, 39 |                                                                                            |
| ∫                                                                                                | 15       | Szamárkút               | 12       | ∫        | 29, 38, 38Y, 39 |                                                                                            |
| ∫                                                                                                | 15       | Mészégető               | 11       | ∫        | 29, 38, 38Y, 39 |                                                                                            |
| ∫                                                                                                | 16       | Erzsébettelep           | 11       | ∫        | 29, 38, 38Y, 39 |                                                                                            |
| 14                                                                                               | ∫        | Hajnal utca             | ∫        | 10       | 28, 28A, 28Y, 38, 38Y, 140 |                                                                                            |
| 15                                                                                               | 17       | Bártfa utca             | 9        | 9        | 28, 28A, 28Y, 38, 38Y, 140 | Bártfa Utcai Általános Iskola, Bártfa Utcai Óvoda                                          |
| 16                                                                                               | 18       | Jánoskút                | 8        | 8        | 28, 28A, 28Y, 38, 38Y, 140 | Református Gimnázium                                                                       |
| 18                                                                                               | 20       | Hársfa út               | 6        | 6        | 26, 27, 27Y, 28, 28A, 28Y, 38, 38Y, 40, 140 |                                                                                            |
| 19                                                                                               | 21       | Kató-lak                | 5        | 5        | 28, 28A, 28Y, 38, 38Y |                                                                                            |
| 20                                                                                               | 22       | Borbálatelep            | 4        | 4        | 28, 28A, 28Y, 38, 38Y |                                                                                            |
| 21                                                                                               | 23       | Feketehegy              | 3        | 3        | 28, 28A, 28Y, 38, 38Y |                                                                                            |
| 22                                                                                               | 24       | Alsógyükés              | 1        | 1        | 28, 28A, 28Y, 38, 38Y |                                                                                            |
| 23                                                                                               | 25       | Lámpásvölgy végállomás  | 0        | 0        | 28, 28A, 28Y, 38, 38Y |                                                                                            |